# Biatora subduplex
Biatora subduplex (Nyl.) Printzen, es una especie de liquen crustáceo de la familia Ramalinaceae que vive en la superficie de la corteza de árboles (corticícola), sobre musgos (briofítico) o directamente sobre el suelo (terriculoso). Esta especie presenta un color gris a amarillo terroso en su superficie, blanco hialino en su epitecio y marrón a amarillo terroso en el hipotecio. Por lo general Biatora subduplex no presenta soredios en su superficie; la reproducción tiene lugar solo por parte del micobionte mediante ascosporas oblongas uniseptadas de entre 8 y 21 micras de diámetro generadas en conidios baciliformes.

## Sinonimia
- Catillaria sphaeroides f. subduplex (Nyl.) Oxner
- Catillaria subduplex (Nyl.) H. Olivier
- Lecidea subduplex (Nyl.) Nyl.
- Lecidea vernalis f. subduplex Nyl.